# 純真傳奇
《圣洁传说》是一款动作角色扮演游戏，对应任天堂DS平台。《圣洁传说》是传说系列第9款正传，由Alfa System开发，万代南梦宫游戏（現万代南梦宫娱乐）于2007年发行。游戏沿用了诸多前作元素，其中就如線性動作戰鬥系統。7th Chord制作的PlayStation Vita重制版《圣洁传说R》于2012年1月发行。重制版除升级战斗系统外，还新增了故事内容。两个版本都仅在日本发售。

## 玩法
《圣洁传说》和传说系列前作一样也是角色扮演游戏。玩家平时在世界地图和城镇地图中移动，战斗时切入竞技场式的战斗画面。角色模型和背景画面皆为全3D。角色在完成任务或战斗胜利后会得到经验值，经验值积累到一定程度即可升级。玩家可在各地的公会接支线任务，这些任务无关主线故事。角色做支线任务能累积公会等级，获得稀有材料和道具。世界各地还有一些迷宫，专门用来做支线任务。玩家亦可在工会中，利用任天堂DS的无线功能，和其他玩家联机合作战斗。玩家可在地图中触发Skit，观看补充剧情与角色闲谈。对话中选择特定选项，或执行某些战斗行动，可提升两名角色间的“绊值”，一定绊值后能触发支线伙伴对话。
《圣洁传说》也采用系列标志的線性動作戰鬥系統（LMBS），可像格斗游戏那样直接操作角色。本作定制的系统名为“次元跨步LMBS”（DS-LMBS）。角色可以全方向移动，还可将敌人击上空中后，跳起来连续攻击。每场战斗至多可由三名角色参战，玩家只能同时操作一人，另两人由人工智能（AI）控制，不过玩家可以随时切换角色。游戏攻击方式分为普通攻击和特殊攻击。玩家连续成功攻击或防守，就可累积压力槽。当压力槽充满后，角色会进入“觉醒”状态，攻击威力上升。角色继续成功攻击或防守，即可延长觉醒的时效。若在期间正确按键，角色就会和另外两人发动连携技。除了普通和特殊攻击外，角色还可以发动奥秘义，变成其前世的身姿，大幅伤害对手。敌人击倒后会掉落道具和金钱，玩家要在一定时间内将之捡起。前作游戏都多已预设角色的战斗职业，比如某一角色擅长治愈或攻击，但在《圣洁传说》中，玩家可自设角色的大致职业和详细行动。玩家可在地图或战斗中收集材料，经材料锻造的武器或威力提升，或有带毒攻击等各种特效。
《圣洁传说R》在延续部分原版系统之上，改进或新增了部分内容。重制版除重建迷宫外，还新增了解谜要素，如开关和推石块解开隐藏道路。游戏亦新增剧情和其对应迷宫。《圣洁传说R》改用新战斗系统“直接接口LMBS”，可四名角色参战。玩家可在战斗中直接通过PlayStation Vita触摸屏操控角色。重制版为角色新增了第二奥秘义，两名新角色则各有两个原创奥秘义。角色战斗后会获得能力点值（AP）。玩家可用AP点亮角色的技能树，学习新技能或提升能力值。怒气槽也是重制版的新元素，玩家可预先按等级设定技能，当怒气槽达到相应等级时，该等级和更低等级的技能会同时生效。玩家可以在游戏竞技场中，和系列前作的客串角色战斗。

## 情节

### 设定
《圣洁传说》的世界分为天上界和地上界。天上界要靠狩取地上人的灵魂运转，为此人们分为两国——塞恩萨斯希望发动原始巨人残留的创世力，合并天上界与地上界，拉提奥的立场则相反——并最终爆发战争。在天上人伊南娜、修普諾斯、歐利菲耶爾，有意志的巨剑杜蘭達爾，以及雌龍薇莉多拉的支持下，塞恩萨斯将军阿斯拉击败拉提奥战士修普諾斯，并最终一统天界。阿斯拉在发动创始力之时，遭伊南娜和杜蘭達爾的背叛；二人在互相杀死对方前，用创世力发动了相反的力量，引发了混乱。这场变故中大多数天界居民死亡，最终天界变成死城。在游戏故事开始时，地上的王都雷庫努姆和西之國卡拉姆正在交战。同时世界開始出現擁有超乎常人之力的人，他们是能使用前世神力的转生者，世人谓之「異能者」。王都雷庫努姆開始搜查並逮捕異能者，将之用于研究和战争。

### 角色
《圣洁传说》有6名可操作角色：
- 魯卡·米爾達 － 本作的主角，在王都雷庫努姆生活，为富裕商家的繼承人和兒子。雖然是個成績優秀的優等生，但是運動神經不太好。個性畏縮不前，對自己毫無自信，想法常受到他人影響，有隨波逐流的傾向。前世为塞恩萨斯将军阿斯拉；魯卡因憧憬阿斯拉，也使大剑作武器。魯卡由木村亚希子配音，阿斯拉由小山力也配音。
- 伊莉亞·阿妮米 － 本作的女主角。從東部開拓地區沙尼亞村逃出的少女。因為從小就覺醒，知道自己是轉生者，所以故鄉沙尼亞村被瑪度烏絲與亞爾卡教團襲擊。個性粗枝大葉而且性情急躁，但是能夠坦然的面對自己。前世为曾与阿斯拉合作的伊南娜。伊莉亞由笹本優子配音，伊南娜由田中敦子配音。伊莉亞身旁跟有贪吃的謬斯族生物柯達，其特徵為擁有綠色的毛髮與大耳朵，在遊戲中通常被人稱為「老鼠」。柯達由小櫻悅子配音。
- 斯巴達·貝魯福爾瑪 － 王都雷庫努姆的名門貴族的七男。與家庭不和而離家出走的不良少年。乍看之下人品似乎很差，但是其實是個個性爽朗、重義氣、很有男子氣概的少年。將管家哈爾多曼所諄諄教誨的騎士知識及教養當作信條，牢記在心。前世为阿斯拉的武器，拥有意志的大劍杜蘭達爾。斯巴達和巴爾坎皆由上田祐司配音。
- 里卡路德·索爾達多 － 出身於卡拉姆國的山岳民族，使用槍劍，精明強幹的狙擊手。個性直率，重視「契約」，自稱「工作熱誠」。前世为修普諾斯，以死神之名揚名的拉迪歐戰士。里卡路德和修普諾斯皆由平田廣明配音。
- 安琪・瑟蕾娜 － 在聖都納歐斯的大聖堂裡工作的修女。擅長待人處世。因擁有治癒的力量而被當做「聖女」聞名各地。前世为歐利菲耶爾，拉迪歐的軍師兼天空神希玫爾的教育者。安琪由名塚佳織配音，歐利菲耶爾由杉田智和配音。
- 艾爾瑪娜·拉爾莫 － 一年前左右與身為旅行商人的雙親在前往王都的途中，雙親被山野盜賊殺害而成為孤兒。在王都雷庫弩牡裡為了生存而邊竊盜邊生活，流浪街頭的孩子。前世为养育阿斯拉的雌龍薇莉多拉。艾爾瑪娜和薇莉多拉皆由松岡由貴配音。

在《圣洁传说R》中，原版角色的个性有所改变。重制版还新创了两名玩家角色——裘裘·賽蕾茲涅瓦和康威·塔烏，二人皆从從異世界Triverse而來。女孩裘裘自稱考古學家，對於新世界的技術非常有興趣。青年康威雖然身段柔軟性格不好爭鬥，但因為對他人的情感毫無執著，偶爾會故意作出一針見血的發言。裘裘由藤田咲配音，康威由野島健兒配音。

### 故事
在故事开始，阿斯拉的转生者卢卡，遇到了伊南娜的转生者伊莉亞。在伊莉亞遭雷庫努姆军追捕时，卢卡为保护她，唤醒了体内的神之力。后来二人被捕，并和杜蘭達爾的转生者斯巴達一起，被送上战争前线。期间卢卡结识了千岁·恰尔玛，千岁是阿斯拉副手咲耶的转生者，也继承着咲耶对阿斯拉的深爱。三人和修普諾斯的转生者，佣兵里卡路德短暂交手后，逃离了战场。之后里卡路德、歐利菲耶爾的转生安琪，以及薇莉多拉的今世艾爾瑪娜加入队伍。一行在战火蹂躏的大地上前行时，不得不和服务于各国的转生者，以及马蒂亚斯统领的阿鲁卡教团为战。千岁为推动转生者理想国，劝卢卡加入阿鲁卡教团，最后二人关系破裂。而在冲突中，越来越多的人觉醒，继承了前世身为塞恩萨斯或拉提奥战士的记忆，让冲突进一步加剧。卢卡等人决定终结战争、了解前世之谜。当他们明白一切真相后，选择实现阿斯拉统一两界的愿望。马蒂亚斯则是阿斯拉遭背叛后，愤怒部分的转生，她要将天上界和地上界一齐毁灭。千岁因继承咲耶对阿斯拉的爱，故帮助马蒂亚斯实现目标。卢卡一行在藏有创世力的天界，和马蒂亚斯展开最后一战，结果马蒂亚斯败北、千岁绝望自杀。卢卡发动创始力，消除了转生者的神力，希望减消潜在的未来冲突。最后一行人回归正常生活。
《圣洁传说R》在新增裘裘和康威两人的同时，大体保留了《圣洁传说》的故事。二人皆来自异世界，康威是为了“救济”两个灵魂而来，裘裘则是为了探索《圣洁传说》的世界。虽然二人看起来关系尚可，但实际互相敌对，只是在《圣洁传说》的世界中玩“好友游戏”。在回到异世界时，裘裘称下次再见到康威会杀了他。

## 开发
《圣洁传说》在2006年三四月时开始企划和前期开发，在2006年末至2007年初展开全面开发，开发总历时约一年半。《圣洁传说》和DS上另一款传说作品《暴风传说》同期开发，但前者定位正传，后者仅为衍生作品。《暴风传说》的理念为“简洁”版传说游戏，而《圣洁传说》则是融入全部家用机游戏元素，二者开发目标截然不同。本作并非南梦宫传说工作室开发，而是外包给成功制作前两代《世界传说》的Alfa System。本作是Alfa System的首款任天堂DS游戏。制作团队吸取了《暴风传说》的开发经验，故开发完成顺利，成品质量较高。游戏战斗系统既保留系列特色又有独到之处。系统开发理念为“更深邃的战斗，更广阔的范围”，开发者为尽量提升战斗自由度，融入了《深渊传说》的自由跑动功能。和正统角色扮演游戏不同，玩家可定制角色的成长，而非走刷经验升级的直线。
游戏标题源自年幼纯洁的少年主人公卢卡。系列主人公以自信外向为主，但卢卡性格腼腆内向。团队除保留系列例行的种族共存主题外，还融入了19世纪末20世纪初的美学和主旨。系列主要美术师猪股睦美设计本作角色。她在设计本作的同时还接手《心灵传说》，感到工作量很大。猪股没有强调角色的英雄地位，反而刻意突出卢卡的体弱形象。系列每作都有特有种类名称，《圣洁传说》的种类名为“連繫思想的RPG”，《圣洁传说R》也沿用了该名称。长期合作的Production I.G.再度绘制游戏开场动画。《圣洁传说》在2007年7月的特别活动中首次公开，同场宣布的还有《重生传说》和《宿命传说》重制版、以及Wii上的《交響曲傳奇 -拉塔特斯克的騎士-》。《圣洁传说》仅在日本独占，未于海外正式发行。但爱好者团体“Absolute Zero”制作了英文化补丁，并同时修正了游戏的bug和错误。

### 圣洁传说R
虽然开发者制作《圣洁传说》时尽可能的融入要素，但爱好者称游戏没有他们想要的功能，因此开发者决定重制《圣洁传说》。玩家可用PlayStation Vita的触摸屏简便操控角色，不过制作游戏时，开发者也想过用其他Vita功能实现。《圣洁传说R》由日本开发商7th Chord开发。《圣洁传说R》是完全重制版，游戏从编码到动画都完全重做，标题中的“R”表示数据和故事的“re-imagination”（再构筑）。猪股继续设计新角色，村北美夏和大舘隆司共同担当重制版制作人。Production I.G.制作新开场和游戏动画。《圣洁传说R》班底后又制作《心灵传说》的Vita重制版《心灵传说R》。
《V Jump》最早称公布了《圣洁传说R》的消息，称其会在东京电玩展2011上同《英雄传说 闪耀双星》一起展出。随后官方网站的推出正式宣告了作品。官方在电玩展上，初次公开了游戏细节和演示片。官方大力宣传《圣洁传说R》，如在涉谷站一带的户外显示器上投放游戏动画。《圣洁传说R》和前作一样仅在日本发售，故《圣洁传说》是唯三无西方版的传说正传。后来就《心灵传说R》和《無盡傳奇2》采访系列制作人马场英雄时，他表示从没打算本地化游戏，不过《心灵传说R》畅销的话可以再考虑。

## 音频
开发者不满足《暴风传说》的仅战斗配音，想在《圣洁传说》尽量容纳游戏要素的同时，支持全程语音。团队在多次试错、差点完全报废配音之时，采用了CRI中间件的救声主声流压缩算法，得以同时保留配音和其他功能。团队在2006年5月首次获知该算法，而当时《圣洁传说》首个样本已经完成。团队为采用该算法，抛弃了早期版本重新开发，新样本于2006年11月完成。团队起初估计可录音120分钟，而最终成品超出了40分钟。大舘称七八成的主要剧本都有配音，余下游戏对话限于硬件只能用文本。《圣洁传说R》重录了配音，且全部主要剧本皆有配音。至于为两名新角色所创的“Triverse语”，一名配音员初读时感到吃力。
《圣洁传说》由中村和宏配乐，他亦为化解危机和铁拳系列作曲；澤近泰輔协助编曲。官方原声碟《Tales of Innocence Original Soundtrack Another Innocence》于2009年12月19日发行，未登上日本公信榜。原声碟评论声从毁誉参半到积极。布赖恩·马西尼在Game-OST的评论中写道，虽然传说爱好者感到满意，但中村的乐风未有体现和《遗迹传说》的差别。RPGFan的帕特里克·江恩认为专辑“尚好”，战斗、世界地图等几曲配乐相当夺目，但总体上而言没有其他作品印象深刻。《圣洁传说R》中重混和新增的曲目同样由中村谱写。
《圣洁传说》主题曲是《Follow the Nightingale》，由日本唱作人Kokia创作演唱。制作者之一是Kokia的爱好者，并认为她的歌曲贴合游戏世界观。Kokia创作主题曲时，大量参看了游戏故事设定资料。和Kokia之前歌曲《调和》一样，《Follow the Nightingale》亦以她的自造语填词——先用日语写出歌词，再转写为拉丁字母并置换排序。《Follow the Nightingale》和游戏片尾曲《say goodbye & good day》一起，于2007年11月21日通过单曲发行。游戏打入日本公信榜9周，最高登上第33位。Kokia再度应邀参与《圣洁传说R》，谱写了新主题曲《New Day, New Life》。虽然两曲在情感上，都有主角询问自己生在这个时代之意，但较之于神秘雄壮的《Follow the Nightingale》，《New Day, New Life》更贴近日常。Kokia和开场动画中，卢卡从前世的梦中醒来、打开窗户的画面产生共鸣。她希望用言语传达卢卡的心情，故改以正常日语作词。《New Day, New Life》于2012年1月25日发行，上榜4周，最高登上第29位。

## 评价
《圣洁传说》在发售前，和Xbox 360独占游戏《失落的奥德赛》共为日本亚马逊预定量最高的游戏。官方预计本作销量15万，首批出货16万。游戏售周售出10.4万——在当周销量榜上次于《Wii Fit》和《马里奥聚会DS》位列第3——但第二周销则跳水到2.8万。《圣洁传说》最终销量约24.6万，超出公司销售预期。《圣洁传说R》售周销量5.5万，次于当周的《装甲核心V》和《生化危机 启示录》，位居榜单第三。游戏在2012年7月时售出7.5万套，是当时第6畅销PlayStation Vita游戏。
《Fami通》对本作高多边形的人物模型、故事和角色表示称赞，认为作品总体而言迷人有趣。对于玩家可在战斗地图中自由移动，并能自由的定制角色这点，编辑也表示肯定。杂志批评了游戏一些小处，如难让新玩家上手、部分故事没有解释。《圣洁传说》是当时系列中《Fami通》评分最高的游戏。RPGamer的保罗·克勒在TGS 2007中对游戏印象很好，称游戏地图“流畅”，画面是“展会中DS最好的展示之一”。Cubed3的亚当·赖利实机试玩时给游戏总体好评，他称赞了游戏的配音量，还称游戏质量显得“异常之高”，是“系列迄今最完满的作品之一”。DS前作《暴风传说》在《圣洁传说》面前则“显得业余”。RPGFan的尼尔·德兰也和赖利一样称赞了游戏，表示游戏有迹成为“任天堂DS上的优质RPG，以及该高产RPG系列之中佳作”。
《Fami通》亦给《圣洁传说R》好评。杂志赞赏了游戏升级的画面、重构的战斗系统，以及全新配音与故事。日本网站Game Impress Watch高度评价游戏，网站在称赞新角色、升级的游戏系统和画面之时，也批评游戏部分地方略为繁难；文章总结称这是款“适合任何人”的角色扮演游戏。RPGFan的亚伯拉罕·阿什顿·刘称游戏瑕瑜互见。他对角色前生今世的反差、游戏的系统和配角表示称赞，但对主角表示不满。他还称游戏画面就Vita而言不佳，某些系统要素过时或难玩。在2013年3月颁布的《Fami通》2012年最佳游戏榜单中，《圣洁传说R》位列第13。在日本网站Inside Games 2014年7月的榜单中，游戏跻身十大优秀Vita角色扮演游戏之列。

## 跨媒体
公司在系列发行前后，推出了不同类型的宣传或补完作品。公司在宣传《圣洁传说》游戏时，制作了由多名前作角色演出的“声音冒险DVD”。一系列图书在游戏发行后推出，其中包括三册攻略本、金月龍之介所著的两册小说（在2006年3月和2008年1月发行）、三卷“周刊圣洁传说”资料集（2007年11月至12月间发行）。攻略本收录有游戏指南、原话和制作者访谈。《Jump Square》杂志在游戏发行前一个月，开始连载海童博行作画的同名漫画，该漫画后来分成三卷书籍出版。此漫画和游戏的不同之处较多。改编广播剧《圣洁传说 广播剧CD》共两话，分别于2008年6月25日和7月25日发行。
万代南梦宫在《圣洁传说R》发行不久后，于2012年1月27日在iTunes上，推出了开发的免费流動應用程式。应用可播放《圣洁传说R》的部分歌曲，或展示游戏原画和角色档案。该应用中还有一款节奏游戏，玩家可将得分发布在Twitter上。《圣洁传说R》亦有改编漫画，其单行本《圣洁传说R 漫画集》于2012年5月25日发行。